# Christian Frosch
Christian Frosch (Waidhofen an der Thaya, 1966) és un director de cinema, guionista i productor de cinema austríac.

## Biografia
Christian Frosch va completar la formació en fotografia a l'Institut Federal Superior d'Ensenyament i Recerca d'Arts Gràfiques de Viena. Després va assistir inicialment a l'Acadèmia de Cinema de Viena, després es va traslladar a l'Acadèmia Alemanya de Cinema i Televisió de Berlín, on va completar amb èxit els seus estudis.
Va ser guardonat amb el Premi de guió Carl Mayer] pel guió del seu debut cinematogràfic Die totale Therapie (1996) amb Blixa Bargeld va ser guardonat amb el Premi Carl Mayer de Guions. El seu segon llargmetratge k.af.ka fragment (2001) amb Lars Rudolph en el paper de Franz Kafka va rebre la Perla del món al Festival Internacional de Cinema de Rotterdam i Premi especial del jurat al festival de cinema Kinotawr de Sotxi. L'any 2002, juntament amb Kristina Konrad i Ursula Scribano, va fundar la productora weltfilm. Per la pel·lícula Von jetzt an kein Zurück (2014) va ser guardonat amb el Premi del Cinema Austríac de 2016 en la categoria de millor guió, la pel·lícula també va ser guardonada amb el Premi del Públic al Diagonale de 2015 i va ser inclosa a l'Editor de Cinema Austríac de Hoanzl i es va estrenar el DVD amb Der Standard. El 2017 va rodar la pel·lícula Murer – Anatomie eines Prozesses amb Karl Fischer en el paper de Franz Murer, mentre que Christian Frosch hi va actuar i va escriure el guió.
Christian Frosch és membre de l'Acadèmia del Cinema Austríac i de l'Associació de Directors de Cinema d'Àustria així com del Fòrum de guionistes de Viena. Viu a Berlín i Baden.

## Filmografia (parcial)
- 1986: Eingriffe (director)
- 1987: Verkommenes Ufer (director)
- 1987: Studio Schönbrunn (director)
- 1991: Europa will sterben (director i guionista)
- 1993: Die Finsternis und ihr Eigentum (director)
- 1994: Sisi auf Schloß Gödöllö (director i guionista, coproductor)
- 1996: Die totale Therapie (director i guionista)
- 1996: Eine Seekrankheit auf festem Lande (Kurzfilm, director i guionista, productor)
- 1997: Gesches Gift (guionista)
- 2002: K.af.ka fragment (director i guionista)
- 2005: Unser America (guionista)
- 2007: Weisse Lilien (director i guionista)
- 2011: Love Songs for Scumbags (coproductor)
- 2012: The Place We Left (productor)
- 2014: Von jetzt an kein Zurück (director i guionista)
- 2014: Resort (curtmetratge, productor)
- 2015: Linie 41 (coproductor)
- 2017: Shot in the Dark (productor)
- 2018: Murer – Anatomie eines Prozesses (director i guionista)

## Premis i nominacions
- 1994: Premi del Guió Carl Mayer per Die totale Therapie
- 2005: Premi del Guió Carl Mayer per Vanitas
- per Von jetzt an kein Zurück:
  - 2015: Diagonale – Premi del públic
  - 2016: Premis del Cinema Austríac 2016 – Premi a la categoria “Millor guió”
- per Murer – Anatomie eines Prozesses
  - 2018: Diagonale – Gran premi Diagonale / Millor pel·lícula[7]
  - 2018: Viennale – Wiener Filmpreis – Premi especial del jurat[8]
  - 2019: Premis del Cinema Austríac 2019 – Premi a la categoria Millor llargmetratge, nominació a les categories Millor director i Millor guió[9][10]
  - 2019: Premi Thomas Pluch al millor guioista (Hauptpreis)[11]
  - 2019: Premis Romy 2019 - Nominació a la categoria Millor director d'un llargmetratge[12]